# Zuckerman Unbound
Zuckerman Unbound es una novela de 1981 escrita por el autor estadounidense Philip Roth. Es la segunda obra protagonizada por Nathan Zuckerman, uno de los alter ego ficticios de Roth, y el segundo libro de la trilogía Zuckerman encadenado después de La visita al Maestro. Al igual que muchas de las otras novelas de Roth, Zuckerman Unbound explora la tenue relación entre un escritor y sus creaciones.

## Resumen del argumento
Algunos de los eventos de la novela son paralelos a hechos que ocurrieron en la vida de Roth, incluyendo la publicación de Portnoy's Complaint en 1969 y el bullicio mediático que rodeo a Roth después del éxito de dicha novela. En analogía, en La liberación de Zuckerman, el personaje principal logra un éxito inmediato y notoriedad con Carnovsky, una farsa sobre la adolescencia y el sexo que contrasta con las obras anteriores de Zuckerman, las cuales seguían el estilo de Henry James.
La novela también explora los escándalos de concursos de los años 1950. En la novela los nombres de Herb Stempel y Charles Van Doren son reemplazados por Alvin Pepler y Hewlett Lincoln respectivamente. 

## Recepción
El crítico John Lahr en la revista New York dijo que la novela era «fascinante» y R.Z. Sheppard alabó el «genio cómico» de Roth en Time. Harold Bloom dijo en The New York Times que las tres primeras novelas de Zuckerman «algo razonablemente cercano al nivel más alto de elogio estético para la tragicomedia».